# ترو-برو ليون 2019
ترو-برو ليون 2019 (بالفرنسية: Tro Bro Leon 2019)‏ هو سباق دراجات هوائية، وهو الموسم رقم 36 من السباق، وأقيم في 22 أبريل 2019، وامتدّ لمسافة 205.4 كيلومتر، وهو أحد سباقات طواف أوروبا للدراجات 2019، وهو من نوع سباق يوم واحد، وقد شارك في السباق 121 متسابقاً.
فاز فيه بالمركز الأول أندريا فيندرام، وبالمركز الثاني بابتيست بلانكايرت، وبالمركز الثالث اميل فينجبو.

## الفرق
| فرق عالمية (2)- AG2R La Mondiale - جروباما-إف دي جي فرق قارية محترفة (11)- Total Direct Énergie - Wanty-Groupe Gobert - يوسكادي مورياس 2019 ‏ - Arkéa-Samsic - أندروني جوكاتولي-سيدرمك 2019 ‏ - ديلكو ‏ - Israel Cycling Academy - فيتال كونسبت 2019 ‏ - بنجوال باوليز ساوكس دبليو بي ‏ - ريوال ريددينز 2019 ‏ - Cofidis, Solutions Crédits فرق قارية (7)- إتش بي بي تي بي – أوبير 93 ‏ - Van Rysel–Roubaix ‏ - سوبرانو هام ايزوريكس 2019 ‏ - Madison Genesis ‏ - إيفوبرو ريسينغ 2019 ‏ - أموري وفيتا - برودير 2019 ‏ - Interpro Cycling Academy ‏ |  |
| |  |

## الفائزون
| الترتيب | الفائز            |
| ------- | ----------------- |
| الفائز  | أندريا فيندرام    |
| الثاني  | بابتيست بلانكايرت |
| الثالث  | اميل فينجبو       |

## وصلات خارجية
- الموقع الرسمي
- لمحة عن سباق ترو-برو ليون 2019 على موقع  ProCyclingStats   (برو  سايكلنج  ستاتس) - إحصاءات  محترفي  الدراجات.

- ترو-برو ليون 2019 على موقع إحصائيات الدراجات الإحترافية (الإنجليزية)